# Pit-Iakh
Pit-Iakh (en rus: Пыть-Ях) és una ciutat de Rússia, del Districte Autònom Khanti-Mansi — Iugrà. La població és, segons el cens rus de 2021, de 40.180 habitants. Pit-Iakh es troba a la plana de Sibèria occidental, a la riba dreta del riu Bolxoi Balik, a 41 km al sud-est de Nefteiugansk, a 209 km a l'est de Khanti-Mansisk, a 578 km al nord-est de Tiumén i a 2.109 km al nord-est de Moscou.

## Història
La vila fou fundada per la fusió de dues viles, Màmonovo i Pit-Iakh, el 1990. La seva economia es basa en l'explotació de petroli.